# نسيج طلائي مكعبي طبقي
الظهارة المكعبة الطبقية هي نوع من الأنسجة الظهارية تتكون من طبقات متعددة من الخلايا المكعبة الشكل.
تتكون الطبقة السطحية فقط من خلايا مكعبة، ويمكن أن تكون الطبقات الأخرى خلايا من أنواع أخرى.

## هيكل
يمكن ملاحظة هذا النوع من الأنسجة في الغدد العرقية والغدد الثديية والغدد الدائرية والغدد اللعابية. أنها تحمي مناطق مثل قنوات الغدد العرقية، الغدد الثديية، والغدد اللعابية.

## مراجع

ظهارة مكعبة طبقية، تسلط الضوء على النواة، وبقية الخلايا الظهارية، والنسيج الضام الأساسي.

## روابط خارجية
- نظرة عامة على موقع umdnj.edu
- Histology at KUMC epithel-epith17 «قناة العرق» (طبقية مكعبة)
- صورة تشريحية: 43_03 في مركز جامعة أوكلاهوما للعلوم الصحية. - «الجلد»